# Nokia 230
Nokia 230 là một dòng điện thoại của Nokia. Và nó được ra mắt vào năm 2015.  Nokia 230 có một khe cắm thẻ SIM, và Nokia 230 Dual SIM với hai khe.

## Tính năng

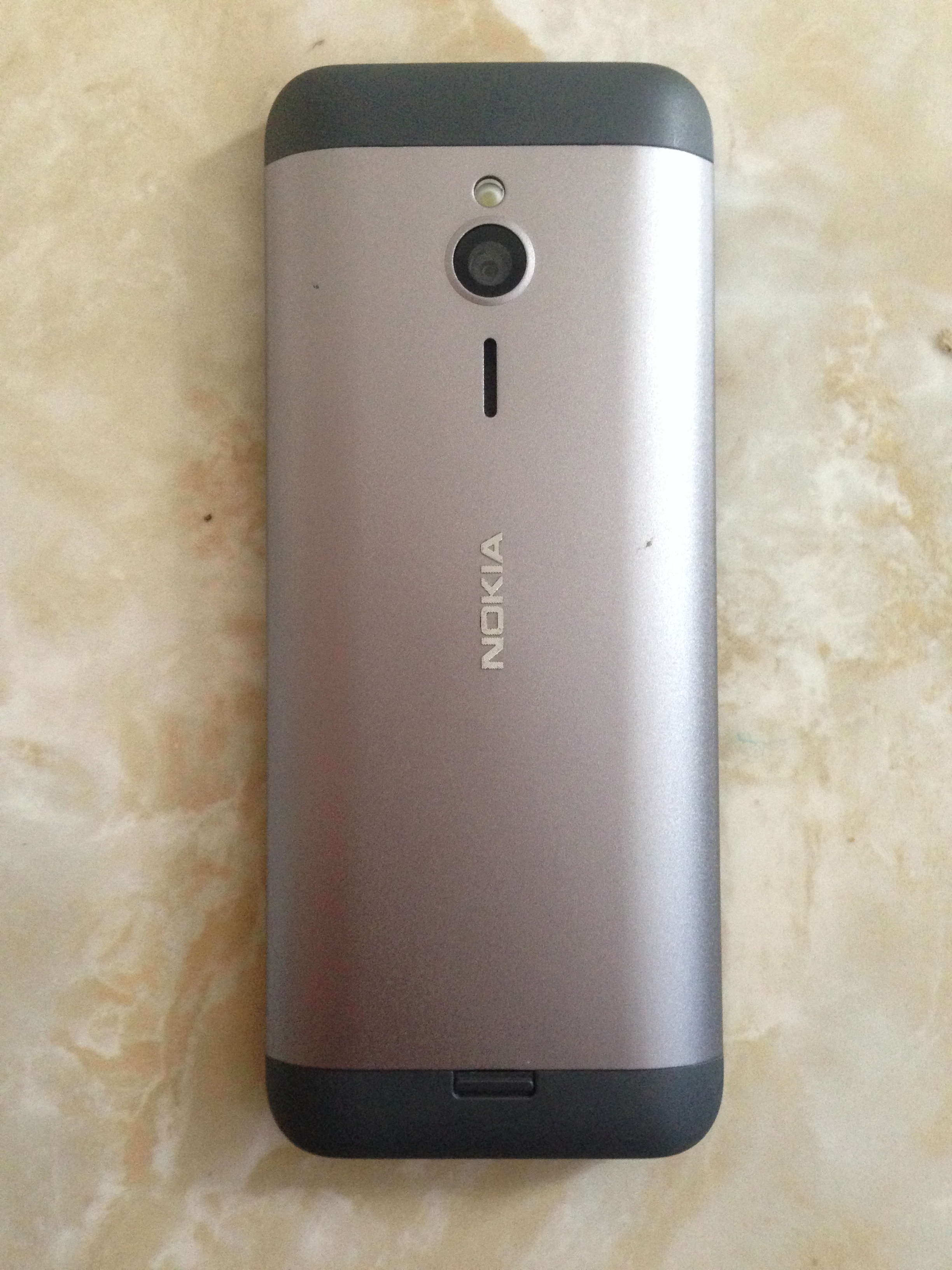
Nokia 230

Điện thoại đi kèm màn hình 2,4 inch LCD, một máy ảnh VGA với đèn flash và hệ điều hành Nokia Series 30+.
Series 30+ là một nền tảng phần mềm được cấp phép và giao diện được cấp phép từ MediaTek, không phải là một phần của nền series 30 trước đó của Nokia.
Máy còn được chơi game, dù nó là đời xưa nhưng nó trang bị cho mình một cửa hàng game "Gameloft" trong cửa hàng của Nokia. Bạn có thể cài game trên đó hay nếu bạn giỏi tin học, bạn cũng có thể dùng máy tính gõ "vxp store" và tải những game về, và bạn chia sẻ tệp tin game từ máy tính sang máy nokia nếu tải xong.
Máy có thể nghe nhạc, bạn có thể chia sẻ nhạc từ máy tính của mình qua máy để thưởng thức ngay tại chỗ hoặc tải nhiều nhạc từ máy tính sang máy. Và trên đầu Nokia cũng có lỗ để ghim tai nghe có dây vào. Rất hay
Máy chụp ảnh siêu ngon, chụp ảnh rất sắc nét, chỉ trang bị cho mình 2 camera 1 là nằm ở trước, 2 là nằm ở sau thôi mà có thể chụp ảnh sắc nét như một chiếc smartphone vậy. 
Và máy có 2 loa, một loa ở màn hình, một loa ở sau lưng. Loa rất to. Máy nghe còn vượt trội hơn smartphone vì nghe to, trong bán kính 10m còn nghe lớn
Giao diện quan thuộc của Nokia! Bạn có thể chỉnh màn hình chính ứng dụng thành 1 hàng ngang hoặc 1 ô 4x4 rất dễ nhìn

## Điểm yếu
Lâu dần, máy có thể bị bể vỏ, không thể gắn vào lại, và bàn phím dùng lâu cũng bị đơ, bạn phải tới tiệm điện thoại để sửa chữa. Và nếu bạn lỡ làm rớt nhẹ, nó vẫn sọc màn hình vì dùng lâu